# Séisme de 2003 à Bam
Le séisme de 2003 à Bam est un séisme majeur qui a touché la ville de Bam et la province de Kerman environnante (Sud-Est de l'Iran) le vendredi 26 décembre 2003 à 1 h 56 UTC (5 h 26 heure locale). Sa magnitude a été estimée à 6,5 Mw par l'Institut d'études géologiques des États-Unis.

## Déroulement
Le séisme de Bam a lieu le 26 décembre 2003 à 5 h 30.

## Victimes et dégâts
En janvier 2004, l'organisation mondiale de la santé estime les victimes à 43 000 morts et 30 000 blessés. Quelques mois après, pourtant, les autorités iraniennes déclarent que le séisme occasionne 24 000 morts. Ses effets ont été exacerbés par l'utilisation de briques crues comme matériel de construction ; de nombreuses structures n'étaient pas aux normes parasismiques établies en 1989.

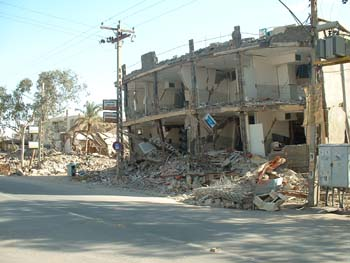
Bâtiment de Bam détruit par le séisme.